# 库尔特诺
库尔特诺（法語：Courtenot，法語發音：[kuʁtəno]）是法国奥布省的一个市镇，位于该省南部偏东，属于特鲁瓦区。

## 地理
库尔特诺（48°8'57"N, 4°18'13"E）面积8.37 平方千米，位于法国大東部大區奥布省，该省份为法国中北部省份，北起马恩省，西接塞纳-马恩省，西南至约讷省，东南至科多尔省，东临上马恩省。
与库尔特诺接壤的市镇（或旧市镇、城区）包括：布尔吉尼翁、绍富尔莱巴伊、富谢尔、维雷苏巴尔。

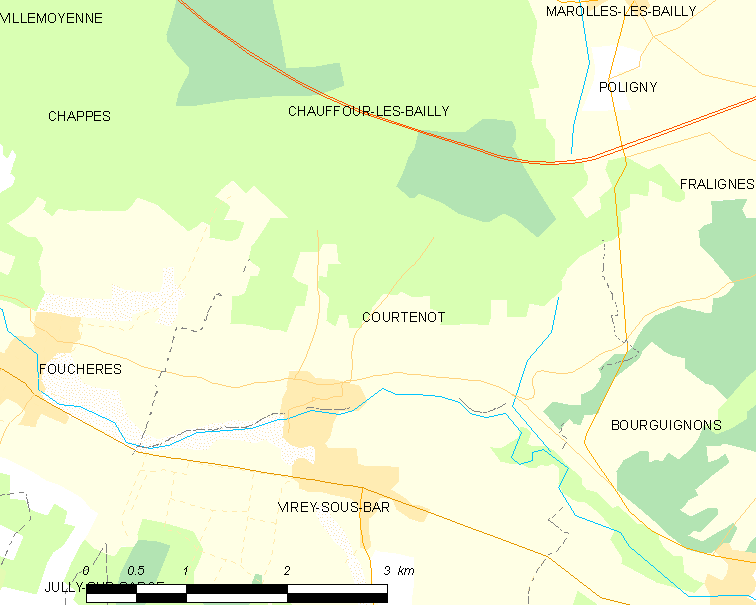
库尔特诺的OSM定位图

库尔特诺的时区为UTC+01:00、UTC+02:00（夏令时）。

## 行政
库尔特诺的邮政编码为10260，INSEE市镇编码为10109。

## 政治
库尔特诺所属的省级选区为塞纳河畔巴尔县。

## 人口

1962-2008年间库尔特诺人口变化图示

库尔特诺于2022年1月1日时的人口数量为213人。